# Libpurple
libpurple, antes conocida como libgaim, es una biblioteca para la programación de software de mensajería instantánea. El programa más importante que usa esta biblioteca es Pidgin (anteriormente conocido como Gaim), una aplicación de mensajería instantánea multiprotocolo y multiplataforma. Esta biblioteca surgió de la separación de la interfaz gráfica de Gaim de las funciones de comunicación para los diferentes protocolos de mensajería.

## Historia y desarrollo
libgaim surgió de la separación del motor de comunicación de Gaim de su interfaz gráfica. Posteriormente, debido al conflicto de nombres con AIM, propiedad de AOL, el proyecto Gaim fue renombrado a Pidgin y la biblioteca libgaim a libpurple. Además, se llevaba algún tiempo planeando desarrollar un cliente de mensajería en modo texto, para aquellos que prefieran o necesiten usarlo en modo consola, que comenzó con el nombre de gaim-text y fue renombrado a Finch y que también usa la biblioteca libpurple.

## Protocolos soportados
- AOL Instant Messenger (a través del protocolo OSCAR o el TOC)
- Internet Relay Chat)
- Gadu-Gadu
- ICQ (a través del protocolo OSCAR o el TOC)
- Internet Relay Chat
- XMPP (Google Talk, ...)
- Lotus Sametime
- MSN Messenger
- Novell Groupwise
- OpenNAP
- SILC
- Yahoo! Messenger
- Zephyr

## Software basado en libpurple
- Finch (programa de mensajería instantánea en modo texto)
- Pidgin (programa de mensajería instantánea multiplataforma basado en GTK)
- Adium (programa de mensajería instantánea para Mac OS X)
- Instantbird (interfaz en XUL, multiplataforma)